# ベリーズ・ドル
ベリーズ・ドル(Belize dollar)は、ベリーズの通貨。通貨の補助単位はセント。1978年以来アメリカ・ドルにペッグされ、1アメリカ・ドル＝2ベリーズ・ドルの固定相場制となっている。

## 硬貨
1885年、青銅1セント貨が発行され、次いで5、10、25、50セント銀貨が1894年に発行された。1907年、5セントは白銅貨に置き換えられ、1941年には黄銅貨に置き換えられた。1952年には25セントが白銅貨となり、1954年には50セントが、1956年には10セントが置き換えられた。1976年には1.5セントがアルミニウム貨となり、1990年には1ドル貨は黄銅で八角形で鋳造された。

## 紙幣
1894年、1、2、5、10、50、100ドル紙幣が発行された。50ドルと100ドルの発行は1928年に停止された。1952年には20ドル紙幣が導入され、1980年にはベリーズ財務公社（Monetary Authority of Belize）が紙幣発行を引き継ぐとともに、100ドル紙幣を再導入した。1983年には発券業務はベリーズ中央銀行へと移り、1990年には50ドル紙幣が再導入されるとともに、1ドル紙幣は硬貨へと置き換えられた。
ベリーズ中央銀行が発行するすべての紙幣には現在、エリザベス2世女王が印刷されている。2023年7月、今後発行されるベリーズ・ドル紙幣は国王チャールズ3世の肖像画を使用しないことが決定された。新札には「ベリーズ独立の父」ジョージ・プライスと「民主主義の父」フィリップ・ゴールドソンの肖像画が使用されることになっている。